# François Berthault
François Berthault ( * 1857 -1916) fue un botánico francés.
Se especializó en la familia de las solanáceas.

## Algunas publicaciones

### Libros
- Les prairies, prairies naturelles, herbages. 181 pp. Ed. Masson & Cie, París
- Les prairies, prairies naturelles, prairies de fauche. 223 pp. Ed G. Masson, París

- La abreviatura «Berthault» se emplea para indicar a François Berthault como autoridad en la descripción y clasificación científica de los vegetales.[1]

Realizaba sus identificaciones y clasificaciones de nuevas especies, las que publicaba habitualmente en : Ann. Sci. Agron. Franc. Etrangere; Recherches Bot. Solanum.